# Cesarea de Mauritània
Cesarea fou una ciutat romana de la costa de Mauritània (Algèria). Fou fundada com a colònia pels fenicis amb el nom d'Iol i va caure sota influència de Cartago.
Boccus de Mauritània la va fer capital i després ho fou també de Juba II, que la va engrandir i hi va fer diverses construccions donant-li el nom de Cesarea (Caesarea) pel seu patró el cèsar August (Juba II tenia lligams clientelars amb August).

## Imperi Romà
Sota els romans va donar nom a la província imperial de la Mauritània Cesariense (Mauretania Cesariensis) de la que fou capital. Claudi la va convertir en colònia. S'hi trobava la seu del procurador-governador de la província. Un dels més coneguts fou Publi Eli Peregrí Rogat.
Sota Valent fou incendiada per les tribus amazigues però fou restaurada. Va passar als vàndals i als romans d'Orient i al segle vi era una ciutat important i força poblada, a mig camí entre l'Estret i Cartago i amb un port ben protegit per una petita illa. El mausoleu reial era a l'oest de la ciutat.

## Sota els àrabs
Posteriorment al segle vii va caure en mans dels àrabs i es va dir Cherchell, versió àrab de Cesarea, i en català fou coneguda com a Sersell.